# Stele di Rosetta
La stele di Rosetta è una stele egizia di granodiorite che riporta un'iscrizione divisa in tre registri,  per tre differenti grafie: geroglifici, demotico e greco antico. L'iscrizione è il testo di un decreto tolemaico emesso nel 196 a.C. in onore del faraone Tolomeo V Epifane, al tempo tredicenne, in occasione del primo anniversario della sua incoronazione.
Poiché si tratta del medesimo testo, la stele ha offerto, grazie alla parte in greco, una chiave decisiva per la comprensione della lingua egizia.
Il nome deriva da Rosetta, latinizzazione di Rashid, antica e ricca città sul delta del Nilo, nel governatorato di Buhayra, dove fu scoperta nel 1799 da Pierre-François Bouchard, capitano nella campagna d'Egitto di Napoleone Bonaparte. A lungo oggetto di contesa tra Francia e Inghilterra, dal 1802 è conservata al British Museum di Londra, del quale è il reperto più popolare insieme alle mummie.
Demotico e geroglifici non rappresentano due lingue diverse, ma due differenti grafie della lingua egizia: i geroglifici erano la scrittura monumentale incisa nella pietra o impiegata in atti di particolare rilevanza, mentre il demotico, che derivava da una semplificazione della grafia ieratica a partire circa dalla metà del primo millennio a.C., era usato per documenti ordinari e il suo uso nell'epoca tarda per i testi ufficiali era dovuto al fatto che la conoscenza dei geroglifici era ristretta alla sola classe sacerdotale.
Il medico inglese Thomas Young intuì che il cartiglio nel testo geroglifico conteneva il nome di un sovrano ed era riportato allo stesso modo nel testo greco nel registro sottostante. Ma il contributo più importante alla comprensione dell'egizio e allo studio della stele di Rosetta fu quello del francese Jean-François Champollion, grazie alla sua conoscenza della lingua copta, una forma tarda della lingua egizia scritta foneticamente usando l'alfabeto greco.

## Contenuto

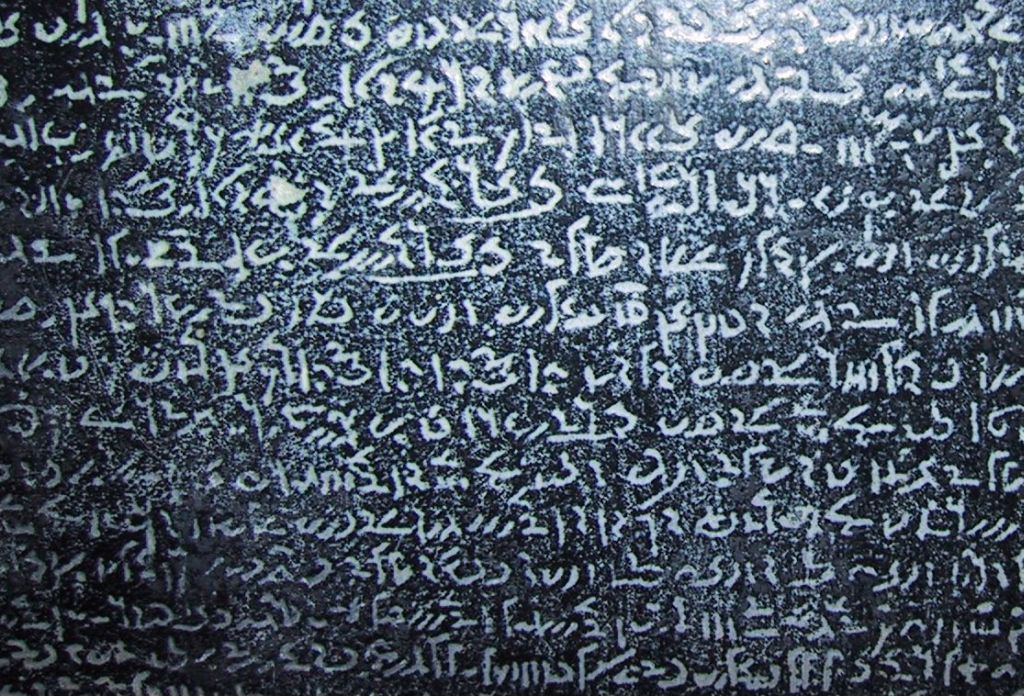
Versione in demotico (dettaglio)

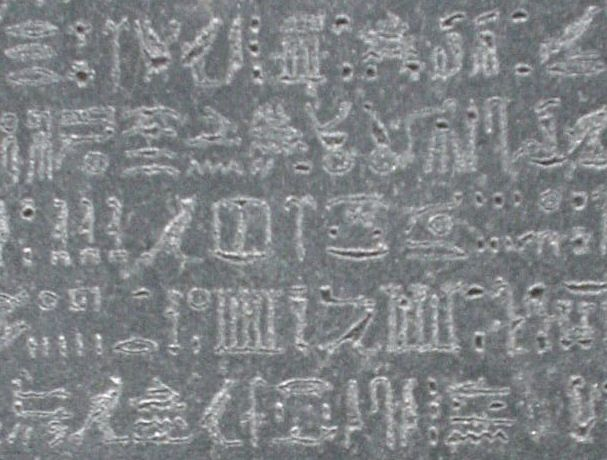
Versione in geroglifico (dettaglio)

Il testo elenca tutti i benefici apportati al Paese dal faraone, comprese le tasse sostituite con altre più favorevoli. In riconoscimento delle sue azioni, il clero ha deciso di erigere una statua d'oro in suo onore in ogni tempio del Paese, da collocare accanto a quelle degli dèi, e di organizzare numerosi festeggiamenti in onore del re. Inoltre, stabilisce che il decreto venga pubblicato in tre scritture: quella delle "parole degli dèi" (geroglifici), quella del popolo (demotico) e in greco.
La parte greca inizia così:
Βασιλεύοντος τοῦ νέου καὶ παραλαβόντος τὴν βασιλείαν παρὰ τοῦ πατρòς...
Basilèuontos tū nèū kài paralabòntos tḕn basilèiān parà tū patròs...
(Il nuovo re, avendo ricevuto il regno dal padre...).

## Descrizione
La stele di Rosetta fu classificata inizialmente come "una pietra di granito nero, che recava tre iscrizioni [...] trovata a Rosetta", nel catalogo di manufatti reperiti dalla spedizione francese poi arresasi alle truppe britanniche nel 1801.
Per un certo periodo, dopo il suo arrivo a Londra, le iscrizioni sulla pietra furono messe in risalto con gesso bianco per renderle più leggibili e la superficie rimanente fu ricoperta con uno strato di cera di carnauba pensato per proteggere la stele dalle dita dei visitatori.
Questa copertura conferì un colore scuro alla pietra che nell'identificazione fu scambiata per basalto nero. 
Questi rimaneggiamenti furono rimossi quando la pietra venne pulita nel 1999, rivelando l'originale tinta grigio scuro della roccia, lo scintillio della sua struttura cristallina e una venatura rosa che attraversa l'angolo in alto a sinistra.
Il confronto con la raccolta di campioni della collezione Klemm ha dimostrato una stretta somiglianza con una roccia di granodiorite proveniente da una cava a Gebel Tingar sulla riva occidentale del Nilo, a ovest di Elefantina, nella regione di Assuan. La venatura rosa è inoltre tipica della granodiorite di questa regione.
La stele di Rosetta è alta 114,4 centimetri nel suo punto più alto, larga 72,3 centimetri e spessa 27,9 centimetri e pesa circa 760 chilogrammi.
Reca tre iscrizioni: quella sul registro superiore è in geroglifici, quella del secondo registro è in demotico egizio e quella del terzo è in greco antico.
La tavola frontale è lucida e le iscrizioni sono incise superficialmente su di essa. Ai lati, la pietra appare smussata ma la parte posteriore è solo approssimativamente lavorata, presumibilmente perché questo lato non doveva essere visibile quando la stele era eretta.

### Stele originale

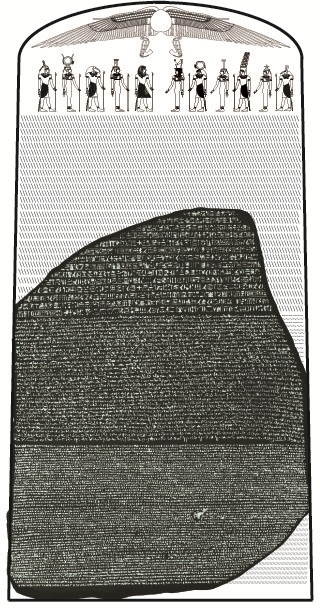
Una possibile ricostruzione della stele originale

La stele di Rosetta è, in realtà, solo il frammento di una stele più grande. Le numerose ricerche degli altri pezzi, effettuate presso il sito di Rosetta, non hanno dato esito e, per via del suo stato, nessuno dei tre testi è completo.
Il registro superiore composto da geroglifici ha subito i danni maggiori: solo le ultime 14 righe del testo geroglifico sono conservate e tutte sono mancanti sul lato destro e 12 di esse sulla sinistra.
Il successivo registro di testo demotico riporta meno danni: possiede 32 linee, di cui le prime 14 sono leggermente danneggiate sul lato destro.
Il registro del testo greco contiene 54 linee, di cui le prime 27 sono intere. Le restanti sono frammentate a causa di una rottura diagonale in basso a destra della pietra.
La lunghezza del testo geroglifico e la dimensione totale della stele originale possono essere stimate sulla base delle porzioni sopravvissute, anche grazie a comparazioni con altri manufatti simili.
Il precedente decreto di Canopo, emesso nel 238 a.C. durante il regno di Tolomeo III su stele, è alto 219 centimetri e largo 82 centimetri e contiene 36 righe di testo geroglifico, 73 di testo demotico e 74 di greco. I testi sono di lunghezza simile a quelli della stele di Rosetta.
Da questi confronti si può stimare che ulteriori 14 o 15 righe di iscrizioni geroglifiche mancano dal registro superiore della stele di Rosetta per complessivi 30 centimetri di altezza.
Oltre alle iscrizioni, si presume che ci fosse raffigurata una scena in cui il re viene presentato agli dèi sotto la protezione del disco alato, come nella stele di Canopo.

Questi segni paralleli e la presenza del segno geroglifico 
| O26 |

 per indicare "stele" sulla pietra stessa, suggeriscono che in origine doveva avere la parte superiore arrotondata.
Si stima che l'altezza della stele, all'origine, sia stata di circa 149 centimetri.

## Il decreto di Menfi e il contesto

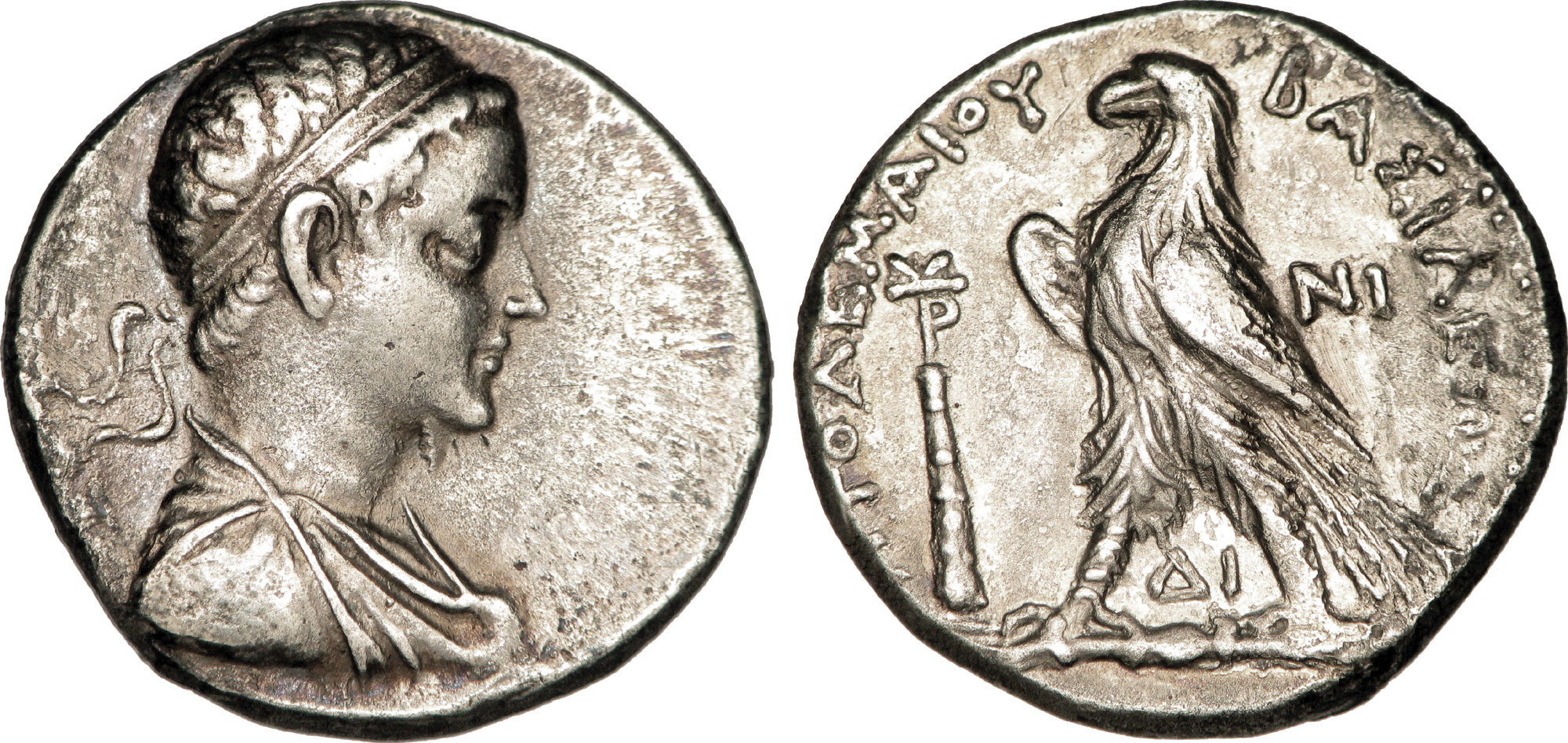
Tetradramma raffigurante Tolomeo è stata emessa dopo l'incoronazione del re Tolomeo V e vi è trascritto il decreto che istituiva il culto divino del nuovo sovrano emesso da un congresso di sacerdoti che si riunirono a Menfi.

La data riportata dell'incoronazione è del "4 sandico" del calendario macedone e del "18 meshir" (o mesore) nel calendario egizio, che corrisponde al 27 marzo 196 a.C.
L'anno è indicato come il nono del regno di Tolomeo V (identificato tra il 197 e il 196 a.C.) ed è confermato con la nomina di quattro sacerdoti che officiavano in quello stesso anno.
Tuttavia, una seconda data viene fornita in greco e in geroglifici corrispondente al 27 novembre 197 a.C., ovvero all'anniversario dell'incoronazione di Tolomeo.
Lo scritto in demotico è quindi in conflitto con gli altri due, elencando i giorni successivi al decreto di marzo.
Anche se non è chiaro il motivo per cui esiste tale discordanza, è evidente che il decreto sia stato emanato nel 196 a.C. per cercare di ristabilire il dominio supremo e divino dei re tolemaici sull'Egitto durante un periodo turbolento della storia egizia.
Tolomeo V Epifane (che ha regnato tra il 204 e il 181 a.C.), figlio di Tolomeo IV e di sua moglie e sorella Arsinoe III, era diventato sovrano all'età di cinque anni dopo la morte improvvisa di entrambi i genitori, uccisi, secondo fonti contemporanee, in una cospirazione che coinvolse Agatoclea, l'amante di Tolomeo IV.
I cospiratori governarono quindi l'Egitto come reggenti di Tolomeo V, fino a quando, due anni dopo, in una rivolta scoppiata sotto il generale Tlepolemo, Agatoclea e la sua famiglia vennero linciate dalla folla ad Alessandria.
Tlepolemo, a sua volta, fu sostituito, nel 201 a.C. come reggente da Aristomene di Alizia, che fu ministro ai tempi del decreto Menfi.
Le forze politiche oltre i confini dell'Egitto esacerbavano i problemi interni del regno tolemaico. Antioco III e Filippo V di Macedonia stipularono un patto per dividersi i possedimenti d'oltremare egizi. Filippo aveva conquistato diverse isole e città in Caria e Tracia, mentre la battaglia di Panion (198 a.C.) aveva comportato il trasferimento di Celesiria, tra cui la Giudea, dai Tolomei ai Seleucidi. 
Nel frattempo, nel sud dell'Egitto, si riaccendeva una rivolta iniziata durante il regno di Tolomeo IV, guidata da Haruennefer e dal suo successore Ankhunnefer. Sia la guerra che la rivolta interna erano ancora in corso quando il giovane Tolomeo V è stato ufficialmente incoronato a Menfi all'età di 12 anni (sette anni dopo l'inizio del suo regno) e veniva emanato l'omonimo decreto.

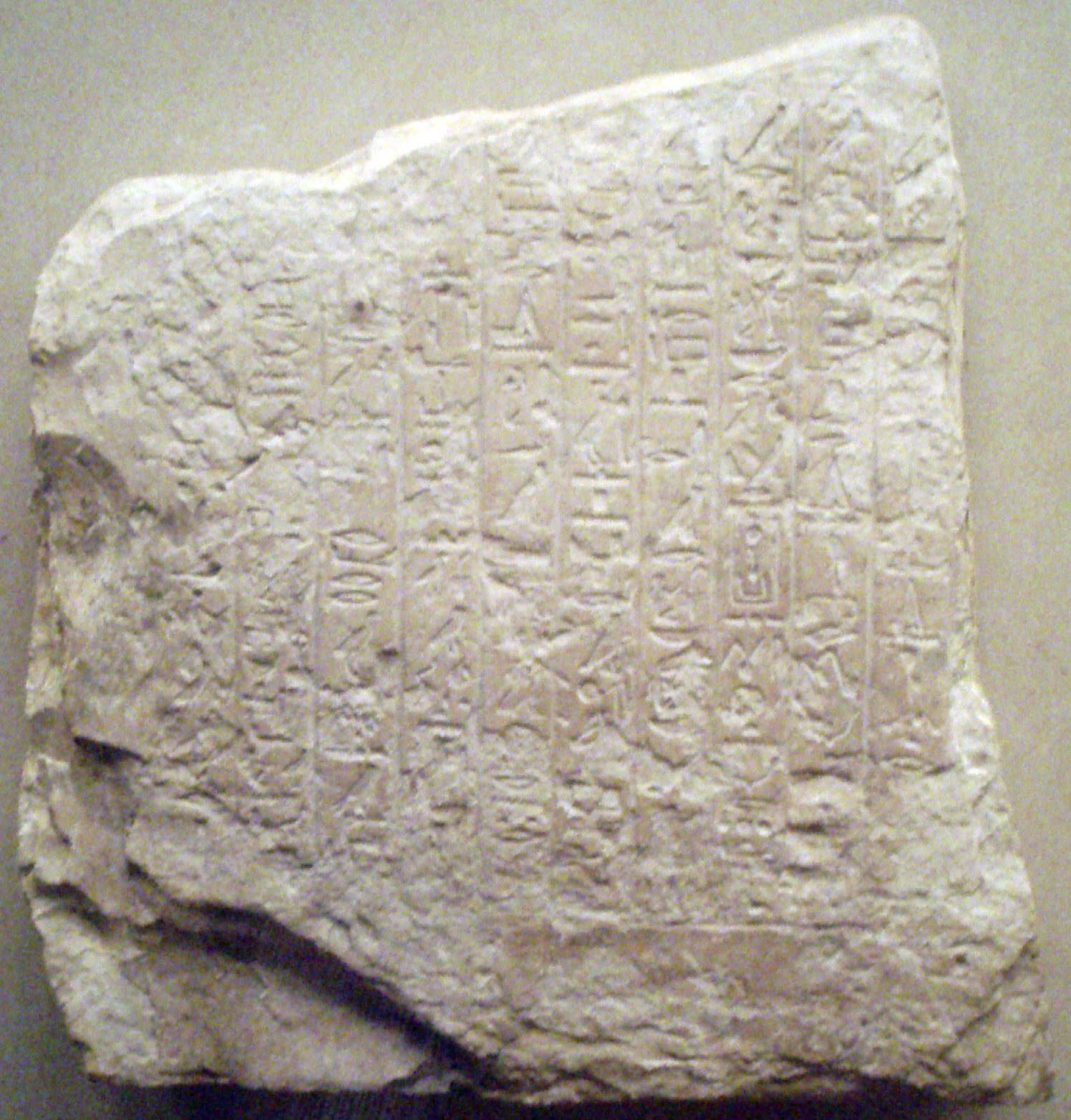
Un altro esempio frammentario di una "stele giuridica", in cui il faraone dell'Antico Regno Pepi II concede l'immunità fiscale ai sacerdoti del tempio di Min.

La stele è un reperto di tarda epoca di tipo giuridico che raffigura il monarca regnante concedere al clero residente nei templi divini gli antichi privilegi, come l'esenzione fiscale.
Diversi faraoni avevano eretto tali stele nel corso degli ultimi 2000 anni, i primi esempi sono risalenti all'Antico Regno dell'Egitto. Nei primi periodi storici, tali decreti venivano proclamati esclusivamente dal re stesso, mentre il decreto di Menfi fu emesso dai sacerdoti, in quanto custodi della cultura tradizionale egizia.
Nel decreto di Menfi, Tolomeo V dona argento e grano ai templi. Si comunica che nell'ottavo anno di regno, nel corso di una abbondante inondazione del Nilo, il sovrano aveva fatto arginare le acque in eccesso a beneficio degli agricoltori che avevano tutti i campi allagati.
Il sovrano concede anche la donazioni di beni immobili ai templi, la revoca delle proscrizioni, un'amnistia, l'abolizione dell'obbligo di arruolamento, il condono di debiti, il restauro dei templi ed altre disposizioni.
In cambio di queste concessioni ed aiuti, il clero menfita decretò per il sovrano «vittoria, salute e regalità», e che, sia il giorno del compleanno del re e sia gli anniversari dell'incoronazione, sarebbero stati celebrati annualmente da tutti i sacerdoti dell'Egitto onorandolo unitamente agli altri dèi.
Il decreto si conclude con la direttiva che una copia dovesse essere collocata in ogni tempio, scritta nel "linguaggio degli dèi" (geroglifici), nel "linguaggio degli atti" (demotico) e nel "linguaggio dei Greci", quello usato dal governo tolemaico.
Garantirsi il favore della classe sacerdotale era essenziale per i re tolemaici al fine di conservare l'effettivo potere sulla popolazione. I sommi sacerdoti di Menfi, dove il re fu incoronato, erano particolarmente in auge, essendo le più alte autorità religiose in quel determinato contesto storico, ed ebbero notevole influenza per tutto il regno.
Dato che il decreto fu emesso a Menfi, l'antica capitale d'Egitto, invece che ad Alessandria, sede del governo tolemaico, appare evidente che il giovane re fosse ansioso di ottenere il sostegno attivo della classe sacerdotale.
Pertanto, anche se il governo egizio usava ufficialmente la lingua greca fin dalle conquiste di Alessandro Magno, il decreto di Menfi così come i due decreti precedenti, riportavano testi in egizio per mostrarne la rilevanza su tutta la popolazione attraverso il dotto clero egizio.
Non esiste una traduzione univoca del decreto a causa delle piccole differenze tra i tre testi originali e per la comprensione moderna delle antiche lingue che continua ad evolversi.
Una traduzione aggiornata, in inglese, basata sul testo demotico, compare sul sito del British Museum. Essa può essere paragonata con la traduzione completa di Edwyn Bevan scritta nel libro The House of Ptolemy (1927) e basata sul testo greco.
La stele non ha avuto origine nella città di Rosetta (Rashid) dove è stata trovata, ma più probabilmente proveniva dall'interno, dalla città reale di Sais ultimo centro vittorioso della resistenza tolemaica del Basso Egitto.
Il tempio principale è stato chiuso intorno all'anno 392, quando l'imperatore romano Teodosio ordinò la chiusura di tutti i centri di culto non cristiani.
La stele originale si ruppe ed il suo più grande frammento divenne quello che oggi conosciamo come la "stele di Rosetta". I materiali che costituivano i templi dell'Antico Egitto furono successivamente utilizzati per nuove costruzioni ed anche la Stele di Rosetta ebbe questa sorte. Fu quindi riutilizzata e incorporata nelle fondamenta di una fortezza costruita dal sultano mamelucco Qaytbay (ca. 1416/18-1496) per difendere il ramo del delta del Nilo a Rashid. In questo luogo rimase per altri tre secoli, fino alla sua riscoperta.
Due altre iscrizioni riportanti il decreto di Menfi sono state ritrovate dopo la scoperta della stele di Rosetta: la stele di Nobeira (o Nubayrah) presso Damanhur nel 1898 e un'iscrizione trovata su una parete del mammisi nel tempio di Iside a File
A differenza della stele di Rosetta, queste ultime due iscrizioni geroglifiche erano relativamente intatte e anche se le iscrizioni di quest'ultima erano state decifrate molto prima della scoperta delle altre copie del decreto, gli egittologi successivi, compreso Ernest Alfred Wallis Budge, utilizzarono questi testi per il perfezionamento ulteriore dei geroglifici reali e su come sarebbero dovuti apparire nelle parti perdute del registro geroglifico della stele di Rosetta.

## Storia del ritrovamento
La storia della stele è legata a Napoleone Bonaparte e alla campagna d'Egitto progettata per colpire il predominio britannico nel Mar Mediterraneo e aprirsi la strada verso le Indie.
La spedizione partì da Tolone il 19 maggio 1798, composta da una flotta di 328 navi e 38 000 uomini alla volta dell'Egitto dove arrivò il 2 luglio. Inizialmente riuscì vittoriosa finché non riportò una cocente sconfitta navale ad Abukir da parte dell'ammiraglio britannico Horatio Nelson, che distrusse la flotta francese e segnò il declino della spedizione.
Facevano parte della spedizione 175 scienziati, detti savants, che avevano l'obiettivo di aprire alla Francia la conoscenza della storia mediorientale, disegnatori, casse contenenti strumenti di misurazione e tutti i libri disponibili a quel tempo sulla storia dell'Antico Egitto.
Il ritrovamento della stele è tradizionalmente attribuito al capitano francese Pierre-François Bouchard che la trovò nella città portuale di Rosetta nel delta del Nilo il 15 luglio 1799. La lastra fu rinvenuta mentre erano in corso i lavori di riparazione del forte di Rosetta, detto già allora Fort Julien, vicino alla città.
In realtà Bouchard, che era l'ufficiale che dirigeva le opere di fortificazione, non trovò personalmente la stele, né il ritrovamento fu merito di Dhautpoul, capo delle truppe del genio a lui sottoposto: fu un soldato, di cui non è pervenuto il nome, a rinvenirla durante i lavori. Bouchard però capì l'importanza della pietra e la mostrò al generale Jacques François Menou, che decise di portarla ad Alessandria, dove giunse nell'agosto dello stesso anno.
Quando nel 1801 i francesi dovettero arrendersi, nacque una disputa sui reperti rinvenuti dai francesi: questi volevano tenerli, mentre gli inglesi li considerarono loro bottino, in nome del re Giorgio III.

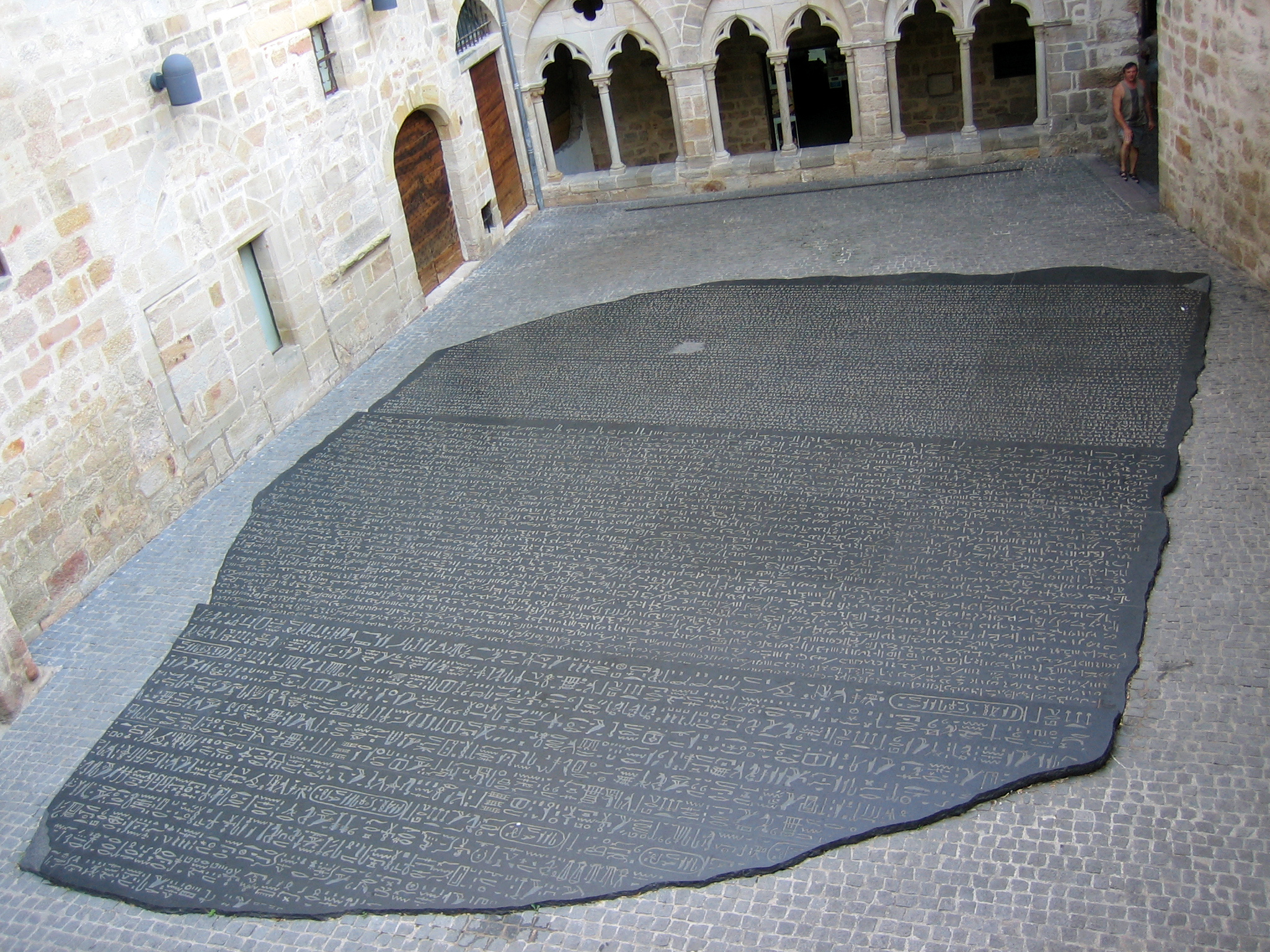
La riproduzione della stele di Rosetta sulla Place des Écritures a Figeac, città natale di Jean-François Champollion

Il generale francese Menou cercò allora di occultare la stele tra i suoi effetti personali, accuratamente coperta, nonostante gli accordi, ma venne scoperto e dovette alla fine consegnarla ai vincitori inglesi dopo lunghe e complicate trattative.
Ai francesi venne concesso di tenere i disegni e le annotazioni che avevano fatto prima di imbarcarsi ad Alessandria e che formarono l'opera in 24 volumi chiamata Description de l'Égypte.
Al ritorno in Inghilterra, la stele fu esposta al British Museum, dove viene custodita dal 1802. Alcune iscrizioni dipinte in bianco mostrano la registrazione dell'acquisizione sul lato sinistro e su quello destro. La stele è stata sottoposta a operazioni di pulitura nel 1988, ma queste testimonianze storiche non furono rimosse. Una piccola area dell'angolo in basso a sinistra è stata lasciata com'era per eventuali intenti comparativi.
Nel luglio del 2003 gli egiziani hanno chiesto la restituzione della stele, ma invano; attualmente nel Museo di antichità egiziane del Cairo ne è esposta una copia.
Una sua riproduzione ingrandita (14 metri per 7,9 metri), scolpita nel granito nero dello Zimbabwe da Joseph Kosuth, si trova a Figeac, città natale di Champollion, sulla Place des Écritures (Piazza delle scritture).

## Lettura della stele di Rosetta
Prima del ritrovamento della stele di Rosetta e della sua decifrazione, non vi era più alcuna comprensione della lingua egizia antica e della scrittura, oblio iniziato già poco prima della caduta dell'Impero romano d'Occidente. Il sistema della scrittura geroglifica era stato deliberatamente reso sempre più complesso e criptico durante il periodo tardo dell'epoca faraonica e dal IV secolo solo pochi Egizi erano in grado di leggere i geroglifici. L'uso decorativo dei geroglifici nelle iscrizioni ufficiali cessò dopo la chiusura di tutti i templi non cristiani, avvenuta nell'anno 391 per volere dell'imperatore romano Teodosio I.
L'ultima iscrizione geroglifica conosciuta, il cosiddetto graffito di Esmet-Akhom che si trova nel tempio di Iside a File, è datata 24 agosto 394 d.C., mentre l'ultimo scritto inciso in demotico è risalente a circa mezzo secolo dopo ovvero nel 452 d.C.
I geroglifici mantennero nei secoli il medesimo aspetto pittografico, ma successivamente gli autori classici potenziarono questo aspetto, in netto contrasto con gli alfabeti greco e latino. Ad esempio, nel V secolo il sacerdote Orapollo scrisse Hieroglyphica, una spiegazione di quasi 200 glifi. Ritenuta essere autorevole, in realtà è stata per molti casi fuorviante perché proponeva un'interpretazione esclusivamente simbolica dei segni, ignorando completamente il loro significato fonetico e di conseguenza anche l'aspetto linguistico-grammaticale; questa ed altre opere furono un impedimento duraturo alla comprensione della scrittura egizia che per molti secoli fu considerata esclusivamente simbolico-speculativa. Successivi tentativi di decifrazione dei geroglifici sono stati fatti dagli storici arabi vissuti nel Medioevo fra il IX e X secolo. Dhu l-Nun al-Misri e Ibn Wahshiyya sono stati i primi storici a studiare questa antica scrittura, mettendola in relazione con la lingua copta contemporanea usata dai sacerdoti. Lo studio dei geroglifici è proseguito con infruttuosi tentativi di decifrazione da parte di studiosi europei, in particolare Johannes Goropius Becanus, nel XVI secolo, Athanasius Kircher nel XVII e Georg Zoëga nel XVIII. La scoperta della stele di Rosetta nel 1799 fornì le mancanti informazioni essenziali, soprattutto l'interpretazione fonetica, e quindi la natura di lingua scritta concreta e non simbolica, progressivamente rilevate da diversi studiosi che hanno permesso alla fine a Jean-François Champollion di decifrare questi misteriosi segni.

### Il testo greco

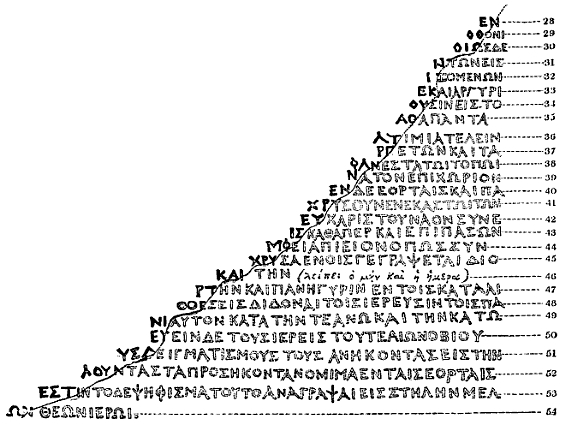
Ricostruzione proposta da Richard Porson sul testo greco mancante (1803).

Il testo greco sulla stele di Rosetta ha fornito il punto di partenza poiché il greco antico era noto agli studiosi, mentre i dettagli non si conoscevano nel loro utilizzo durante il periodo ellenistico, anche se era la lingua ufficiale del governo tolemaico.
Così le prime traduzioni del testo greco della stele mostrano i traduttori ancora alle prese con il contesto storico e con un linguaggio prettamente amministrativo e religioso.
Stephen Weston presentò una traduzione in inglese del testo greco ad una conferenza della Society of Antiquaries of London nel mese di aprile 1802. Nel frattempo due delle copie litografiche realizzate in Egitto avevano raggiunto l'Institut de France nel 1801, dove il bibliotecario e antiquario Gabriel de La Porte du Theil iniziò a lavorare su una traduzione del testo greco.
Quasi immediatamente fu inviato altrove per ordine di Napoleone e così lasciò il suo lavoro incompiuto nelle mani di un collega, Hubert-Pascal Ameilhon, che nel 1803 realizzò le prime traduzioni pubblicate del testo greco, in latino e in francese per garantire che esse potessero circolare ampiamente.
A Cambridge Richard Porson lavorò sulla mancanza dell'angolo inferiore destro del testo greco. Realizzò così una ricostruzione considerata affidabile e che ben presto fu diffusa dalla Society of Antiquaries a fianco della trascrizione dell'originale.
A Gottinga, quasi nello stesso momento lo storico classico Christian Gottlob Heyne lavorando su una di queste stampe fece una nuova traduzione latina del testo greco che era più affidabile rispetto a quella di Ameilhon, pubblicandola per la prima volta nel 1803, e ristampata dalla Society of Antiquaries, insieme ad altri documenti, in un numero speciale della sua rivista Archaeologia nel 1811.

### Testo demotico

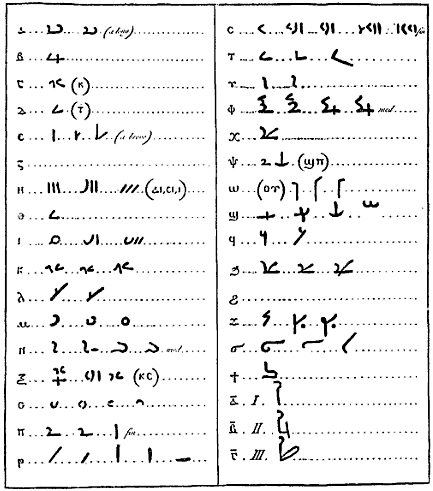
Tavola elaborata da Johan David Åkerblad con i caratteri fonetici demotici e il loro controvalore copto (1802).

Al momento della scoperta della pietra, il diplomatico e studioso svedese Johan David Åkerblad stava lavorando su alcuni scritti poco conosciuti, di cui alcuni esemplari erano stati recentemente trovati in Egitto e si riconobbe che erano scritti in demotico.
Egli lo chiamò "corsivo copto" perché, nonostante avesse poche somiglianze con gli scritti copti, si era convinto che fosse stato utilizzato per registrare una qualche forma di lingua copta (il discendente diretto dell'egizio). L'orientalista francese Antoine-Isaac Silvestre de Sacy, che discusse questo lavoro con Åkerblad, ricevette nel 1801 da Jean-Antoine Chaptal, ministro francese degli interni, una delle prime stampe litografiche della stele di Rosetta e si rese conto che parte del testo era in questo stesso linguaggio. Lui e Åkerblad si misero al lavoro, concentrandosi sul testo centrale e supponendo che la scrittura fosse alfabetica. Hanno tentato, grazie al confronto con il greco di individuare all'interno di questo testo sconosciuto dei punti in cui dovevano apparire dei nomi greci. Nel 1802 Silvestre de Sacy riferì a Chaptal di aver individuato con successo cinque nomi ("Alèxandros", "Alexándreia", "Ptolemàios", il titolo di Tolomeo "Epiphanès" e "Arsinòe"), mentre Åkerblad pubblicò un alfabeto di 29 lettere (oltre la metà delle quali si rivelarono corrette) che egli identificò dai nomi greci nel testo demotico. Esse, tuttavia, non erano in grado di identificare i rimanenti caratteri nel testo demotico, che, come è ormai noto, comprende ideogrammi e altri simboli insieme a quelli fonetici.

### Testo in geroglifici
Silvestre de Sacy con il tempo continuò il lavoro sulla stele dando un ulteriore contributo. Nel 1811, spinto da alcune discussioni con uno studente cinese sui caratteri cinesi, considerò una teoria di Georg Zoëga del 1797 che sosteneva che i nomi stranieri nelle iscrizioni geroglifiche egizie potessero essere scritti foneticamente, ma come aveva già suggerito nel 1761 Jean-Jacques Barthélemy i caratteri racchiusi nei cartigli delle iscrizioni geroglifiche erano nomi propri.
Così, quando Thomas Young, ministro degli esteri della Royal Society di Londra scrisse nel 1814 a proposito della stele, Silvestre de Sacy replicò che per decifrare il testo geroglifico fosse necessario ricercare i cartigli che contenevano nomi greci e provare ad identificarne i caratteri fonetici.

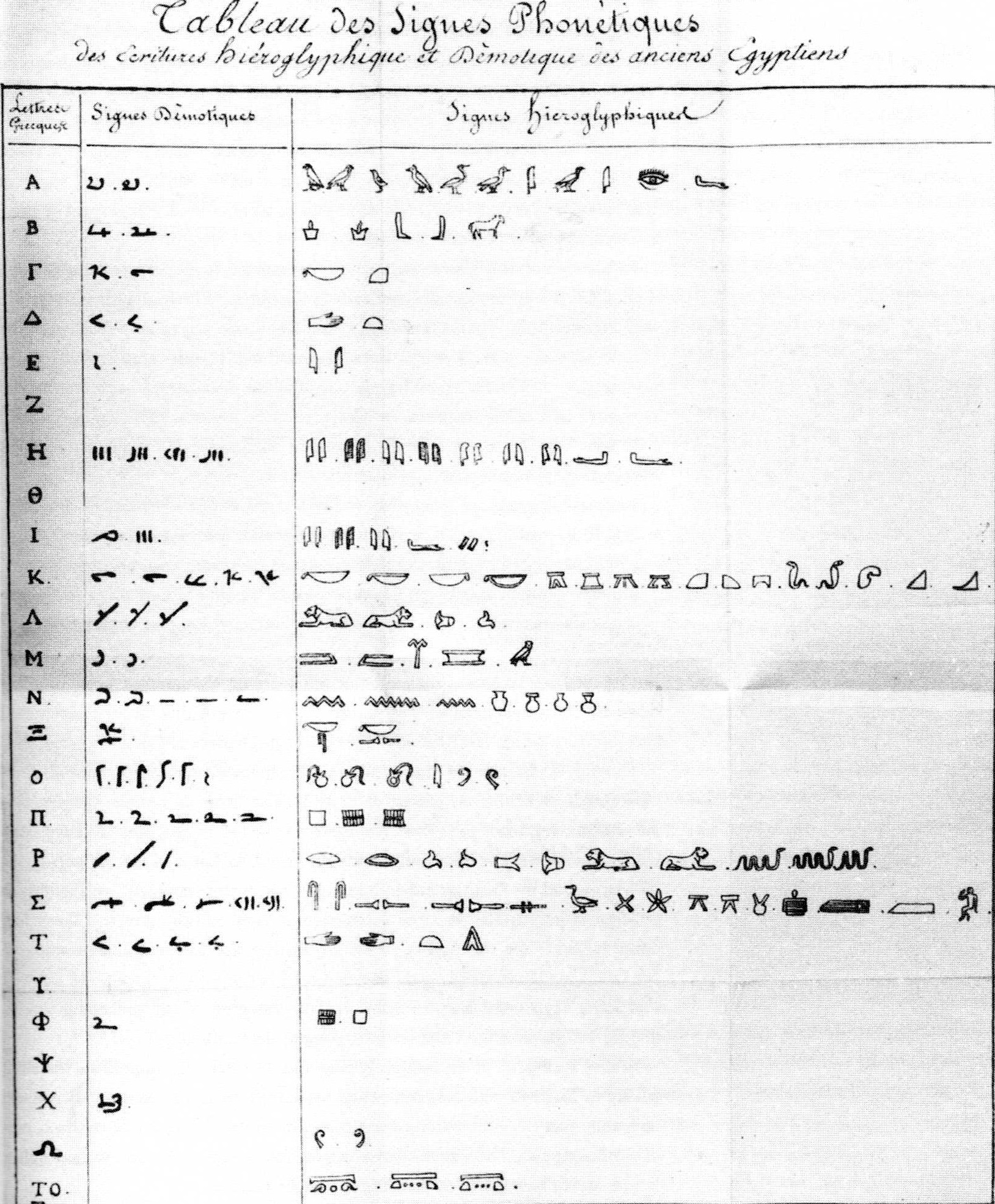
Tavola di Champollion con i caratteri fonetici geroglifici con i loro equivalenti demotici e copti (1822).

Young fece così, aprendo la strada alla decifrazione finale. Egli scoprì nel testo geroglifico i caratteri fonetici "p t o l m e s" (nella translitterazione odierna "p t w l m y s"), che furono utilizzati per scrivere il nome greco Ptolemaios. Egli notò che questi caratteri somigliavano a quelli equivalenti nel testo demotico e continuò a notare ben 80 somiglianze tra i testi geroglifici e demotici sulla stele, una scoperta importante perché i due testi erano ritenuti in precedenza del tutto diversi tra loro.
Ciò lo portò correttamente a dedurre che la scrittura demotica fosse solo in parte fonetica e con la presenza, anche consistente, di caratteri ideografici imitanti i geroglifici.
Le nuove intuizioni di Young erano di notevole importanza e furono pubblicate nel lungo articolo Egypt, della Enciclopedia Britannica nel 1819. Si poteva, tuttavia, andare oltre.
Nel 1814 Young iniziò uno scambio di corrispondenza sulla stele con Jean-François Champollion, un docente di Grenoble, che aveva prodotto un lavoro scientifico sull'Egitto. Champollion nel 1822 vide le copie delle iscrizioni geroglifiche e greche dell'obelisco di File, in cui William John Bankes aveva provvisoriamente notato i nomi "Tolomeo" e "Kleopatra" in entrambe le lingue.
- Il nome di Tolomeo sull'obelisco di File[55]:

|                                        |    |       |   |   |   |     |         |     |       |     |     |
| \| \| \| \| \| \| \| \| \| \| \| \| \| |    |       |   |   |   |     |         |     |       |     |     |
|                                        |    |       |   |   |   |     |         |     |       |     |     |
| p · t                                  | wA | l · M | i | i | s | S34 | t · N18 | I10 | p · t | V28 | N36 |

| p · t | wA | l · M | i | i | s | S34 | t · N18 | I10 | p · t | V28 | N36 |

|                                        |    |       |   |   |   |     |         |     |       |     |     |
| \| \| \| \| \| \| \| \| \| \| \| \| \| |    |       |   |   |   |     |         |     |       |     |     |
|                                        |    |       |   |   |   |     |         |     |       |     |     |
| p · t                                  | wA | l · M | i | i | s | S34 | t · N18 | I10 | p · t | V28 | N36 |

| p · t | wA | l · M | i | i | s | S34 | t · N18 | I10 | p · t | V28 | N36 |

- Il nome di Tolomeo sulla stele di Rosetta[55]:

|                                              |    |       |   |   |   |     |         |     |       |     |     |   |   |
| \| \| \| \| \| \| \| \| \| \| \| \| \| \| \| |    |       |   |   |   |     |         |     |       |     |     |   |   |
|                                              |    |       |   |   |   |     |         |     |       |     |     |   |   |
| p · t                                        | wA | l · M | i | i | s | S34 | t · N18 | I10 | p · t | V28 | D14 | i | i |

| p · t | wA | l · M | i | i | s | S34 | t · N18 | I10 | p · t | V28 | D14 | i | i |

|                                              |    |       |   |   |   |     |         |     |       |     |     |   |   |
| \| \| \| \| \| \| \| \| \| \| \| \| \| \| \| |    |       |   |   |   |     |         |     |       |     |     |   |   |
|                                              |    |       |   |   |   |     |         |     |       |     |     |   |   |
| p · t                                        | wA | l · M | i | i | s | S34 | t · N18 | I10 | p · t | V28 | D14 | i | i |

| p · t | wA | l · M | i | i | s | S34 | t · N18 | I10 | p · t | V28 | D14 | i | i |

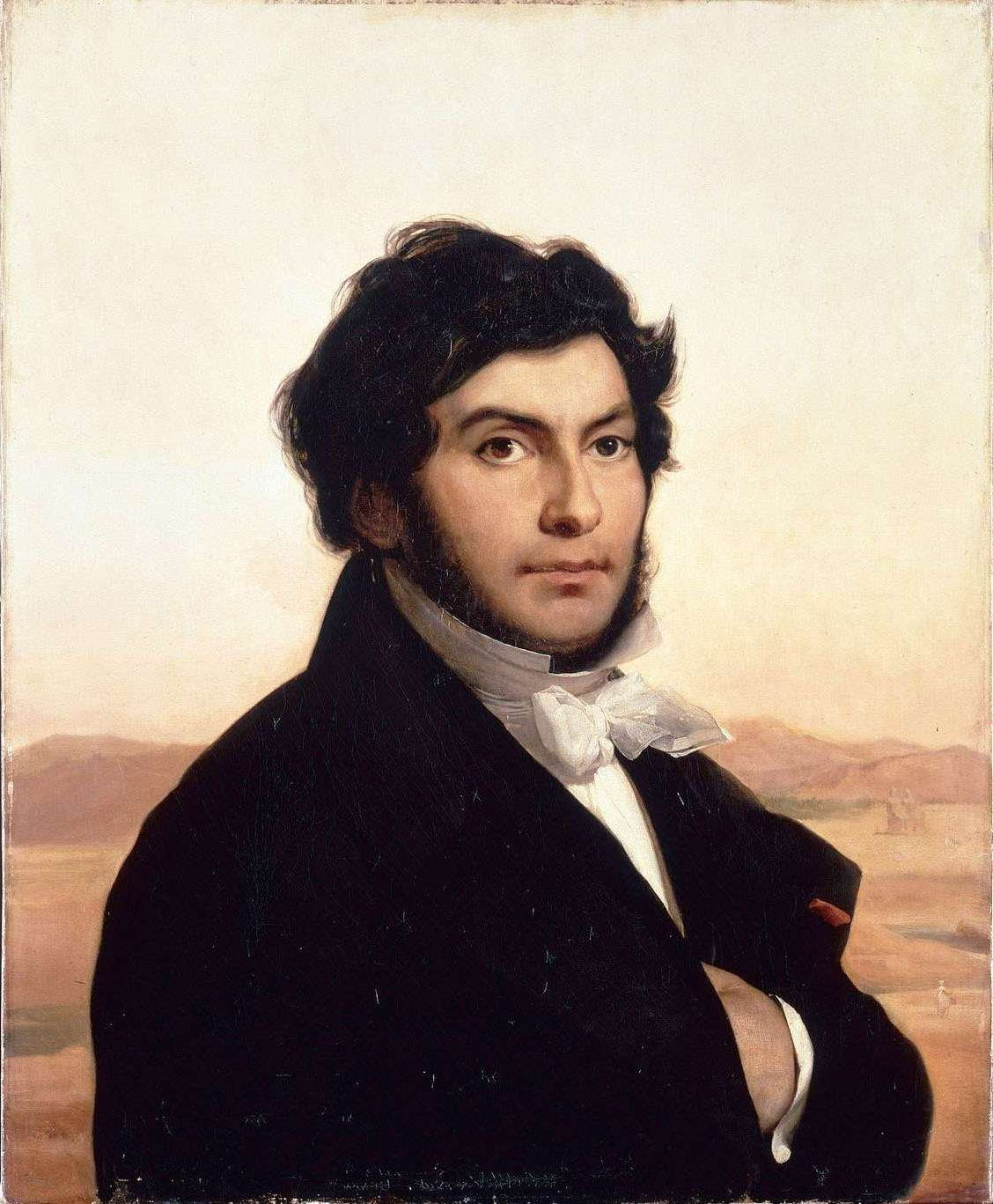
Jean-François Champollion

Partendo da qui, Champollion identificò la fonetica dei caratteri di "K l e o p a t r a" (nella traslitterazione odierna: "q l i҆ w p ꜣ d r ꜣ.t"). Sulla base di questa e sui nomi stranieri riportati sulla stele di Rosetta, rapidamente costruì un alfabeto di caratteri geroglifici fonetici, che appare, scritto di proprio pugno sulla "Lettre à M. Dacier", indirizzata alla fine del 1822 a Bon-Joseph Dacier, segretario della Académie des inscriptions et belles-lettres di Parigi e immediatamente pubblicata dalla Académie.
Questa "lettera" segnò la vera svolta alla lettura dei geroglifici egizi, non solo per la grafia dell'alfabeto ed il testo principale, ma anche per il post scriptum in cui Champollion osservò che caratteri fonetici simili sembrano trovarsi, non solo nei nomi greci, ma anche in quelli egizi.
Nel 1823 ebbe conferma delle sue teorie individuando i nomi dei faraoni Ramses II e Thutmose I scritti in cartigli, ovvero le più antiche iscrizioni geroglifiche, copiati da Bankes ad Abu Simbel ed inviati a Champollion da Jean-Nicolas Huyot. Da questo momento, la storia della stele di Rosetta e della decifrazione dei geroglifici egizi divergono, in quanto Champollion iniziò ad attingere da molti altri testi per sviluppare la prima grammatica dell'antico egizio e un dizionario, entrambi pubblicati dopo la sua morte.

### Studi posteriori
Il lavoro sulla stele ora si poteva concentrare sulla piena comprensione dei testi e del loro significato, confrontando le tre versioni una con l'altra. Nel 1824 il filologo Antoine Jean Letronne promise di preparare una nuova traduzione letterale del testo greco per Champollion mentre quest'ultimo in cambio garantì che avrebbe completato l'analisi di tutti i punti in cui i tre testi sembravano divergere.
Dopo la morte improvvisa di Champollion avvenuta nel 1832, i suoi studi vennero persi e il lavoro di Letronne ebbe una fase di stallo.
Nel 1838, alla morte di Francesco Salvolini, ex allievo e assistente di Champollion, vennero ritrovati gli studi di Champollion fra le sue carte (dimostrando per inciso che la pubblicazione del Salvolini sulla stele di Rosetta, apparsa nel 1837, fu un plagio). Letronne fu pertanto in grado di completare il suo commento al testo greco e la nuova traduzione in francese, che avvenne nel 1841. Durante i primi anni del 1850, due egittologi tedeschi, Heinrich Karl Brugsch e Max Uhlemann, realizzarono traduzioni latine modificate in base ai testi in demotico e in geroglifici. La prima traduzione in inglese, grazie al lavoro di tre membri della Philomathean Society presso l'Università della Pennsylvania, è stata formulata nel 1858.
La domanda di quale dei tre testi sia la versione ufficiale da cui le altre due sono state tradotte è rimasta con risposta controversa. Letronne, nel 1841, tentò di dimostrare che la versione greca era l'originale. Tra gli autori più recenti, John Ray ha dichiarato che "i geroglifici sono i più importanti scritti della stele: erano fatti per essere letti "dagli dèi". Philippe Derchain e Heinz Josef Thissen sostenevano invece che tutte e tre le versioni furono composte contemporaneamente, mentre Stephen Quirke vide nel decreto «un'intricata coalescenza delle tre tradizioni testuali vitali».
Richard Parkinson sottolinea che la versione geroglifica, allontanatasi dal formalismo arcaico, di tanto in tanto cade nel linguaggio più vicino a quello del registro demotico che i sacerdoti più comunemente utilizzavano nella vita quotidiana. Il fatto che le tre versioni non possano essere abbinate parola per parola, aiuta a spiegare perché la sua decifrazione è stata più difficile di quanto originariamente previsto, soprattutto per i primi studiosi che si aspettavano una corrispondenza esatta tra le due lingue e i geroglifici egizi.

## Richiesta di rimpatrio in Egitto
Nel luglio 2003, in occasione del 250º anniversario del British Museum, l'Egitto ha chiesto la restituzione della stele di Rosetta. Zahi Hawass, l'ex responsabile del Consiglio Supremo delle Antichità egiziane, ha formulato la richiesta di rimpatrio della stele ai giornalisti con le seguenti parole: «Se gli inglesi vogliono essere ricordati, se vogliono ripristinare la loro reputazione, dovrebbero volontariamente far tornare la Stele di Rosetta, perché è l'icona della nostra identità».
Due anni dopo a Parigi ripeté la proposta di restituzione, commentando come la pietra sia uno dei vari elementi fondamentali appartenente al patrimonio culturale d'Egitto, con una lista che comprendeva anche il busto di Nefertiti, conservato al Museo Egizio di Berlino, una statua ritenuta proveniente da Giza che si trova al Roemer- und Pelizaeus-Museum Hildesheim di Hildesheim in Germania, lo zodiaco di Dendera al Museo del Louvre di Parigi e il busto di Ankhhaf figlio di Snefru al Museum of fine arts di Boston.

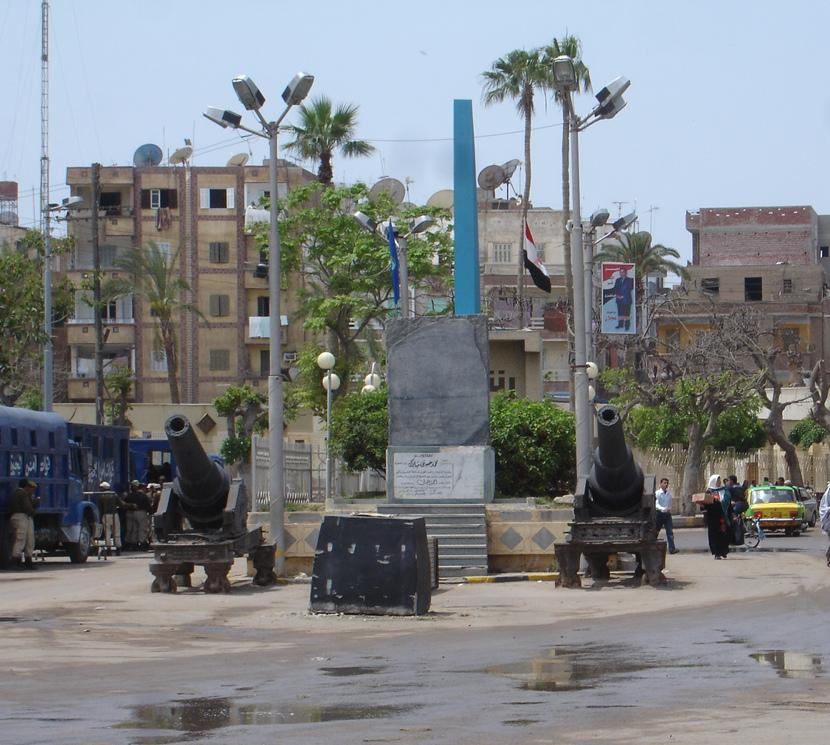
Una replica della stele di Rosetta a Rashid (Rosetta), Egitto

Nel 2005 il British Museum ha donato all'Egitto una replica in dimensioni reali della stele, che è stata inizialmente posta al Museo Nazionale Rashid, vicino al luogo di ritrovamento.
Nel novembre del 2005 Hawass ha richiesto in visione per un periodo di tre mesi la stele, pur ribadendo l'obiettivo finale di un ritorno permanente.
Nel dicembre 2009 ha proposto di abbandonare la sua richiesta per il ritorno permanente della stele di Rosetta se il British Museum avesse acconsentito al prestito trimestrale del reperto, in occasione dell'apertura del Grande Museo Egizio di Giza del 2013.
Come John Ray ha osservato: «il giorno della restituzione potrà avvenire quando la pietra avrà trascorso più tempo al British Museum di quanto abbia mai fatto in Rosetta». Vi è una forte opposizione tra i musei nazionali al rimpatrio degli oggetti di rilievo culturale internazionale, quali la stele di Rosetta. In risposta alle ripetute richieste greche per la restituzione dei marmi di Elgin e richieste simili da altri musei di tutto il mondo, nel 2002, oltre 30 dei più importanti musei del mondo - tra cui il British Museum, il Louvre, il Pergamonmuseum di Berlino e il Metropolitan Museum of Art a New York - hanno rilasciato una dichiarazione congiunta dichiarando che "gli oggetti acquistati in tempi precedenti vanno considerati alla luce di diverse sensibilità e valori riflettenti quell'epoca precedente" e che "i musei non servono solo i cittadini di una nazione, ma il popolo di ogni nazione".

## Uso figurato del nome
La locuzione "stele di Rosetta" è usata idiomaticamente per rappresentare una chiave fondamentale per il processo di decrittazione delle informazioni codificate, soprattutto quando un piccolo, ma rappresentativo campione, viene riconosciuto come la chiave per la comprensione di uno più grande.
Secondo l'Oxford English Dictionary, il primo uso figurato del termine è apparso nell'edizione 1902 della Enciclopedia Britannica relativamente ad una voce sull'analisi chimica del glucosio. Un uso quasi letterale della frase appare nella narrativa popolare all'interno del romanzo di H. G. Wells The Shape of Things to Come del 1933, in cui il protagonista trova un manoscritto stenografato che fornisce una chiave per comprendere un ulteriore testo. Forse il suo uso più importante e di primo piano nella letteratura scientifica è stato fatto dal premio Nobel Theodor Hänsch in riferimento ad un articolo del 1979 apparso su Scientific American a proposito della spettroscopia dove dice che "lo spettro degli atomi di idrogeno ha dimostrato di essere la stele di Rosetta della fisica moderna: una volta che questo schema di linee sarà decifrato, molte altre cose potrebbero anche essere capite".
Da allora il termine è stato ampiamente utilizzato in altri contesti. Ad esempio, la piena comprensione del set di geni chiave per l'antigene leucocitario umano è stata descritta come "la stele di Rosetta dell'immunologia". La fioritura della pianta Arabidopsis thaliana è stata chiamata la "stele di Rosetta del tempo di fioritura". Un lampo gamma in combinazione con una supernova è stato definito una "stele di Rosetta" per capire l'origine di questo fenomeno. La tecnica di ecografia Doppler è stata chiamata anch'essa così dai medici che cercano di capire il complesso processo per il quale il ventricolo sinistro del cuore umano può essere riempito durante le varie patologie di disfunzione diastolica.
Il nome è diventato comune anche per molti software di traduzione. Rosetta Stone è un marchio di un software per l'apprendimento delle lingue pubblicato dalla Rosetta Stone Ltd. "Rosetta" è il nome di un "traduttore dinamico leggero", che consente alle applicazioni compilate per processori PowerPC di girare su sistemi Apple che utilizzano un processore x86. Allo stesso modo, Rosetta@home è un progetto di calcolo distribuito per la traduzione delle strutture proteiche. Il Progetto Rosetta coinvolge linguisti a sviluppare un archivio permanente di 1.500 lingue che dovrebbe durare dal 2000 al 12000. La sonda Rosetta è stata una missione decennale per studiare la cometa 67P/Churyumov-Gerasimenko, nella speranza che la determinazione della sua composizione possa rivelare le origini del sistema solare.